# Joseph Risso
Pour les articles homonymes, voir Risso.
Joseph Risso est un général de brigade aérienne français, né le 23 janvier 1920 à Cadolive (Bouches-du-Rhône) et mort le 24 novembre 2005 à Aix-en-Provence. Engagé dans l'Armée de l'air en 1938, il est pilote dans l'escadrille « Normandie-Niémen » sur le front de l'Est de la Seconde Guerre mondiale, puis poursuit sa carrière  il a ensuite continué sa carrière dans l'Armée de l'air française.

## Biographie

### Début de carrière militaire
Engagé dans l'aviation en 1938, Joseph Risso entre à l'école de pilotage Caudron d'Ambérieu la même année. En 1939-1940, il termine son instruction à l'école d'Istres.

### Seconde Guerre mondiale
Après l'armistice de 1940, Risso s'évade de Nouvion (aujourd'hui El Ghomri, Algérie) à bord d'un Caudron Simoun pour rejoindre Gibraltar. Après un atterrissage forcé à La Línea en Espagne, il réussit à rallier les FFL à Gibraltar puis en Angleterre. Pilote dans la chasse de nuit de la RAF, il est un des tout premiers éléments du groupe de chasse no 3 « Normandie ». En octobre 1942, il est envoyé à Ivanovo en Union soviétique pour rejoindre l'escadrille « Normandie-Niémen », unité dans laquelle il reste jusqu'en 1948, le retour en France ayant eu lieu en juin 1945.

### Carrière militaire
Risso occupe ensuite de nombreuses fonctions dans l'Armée de l'air. Il est notamment affecté à l'état-major de la 5e région aérienne d'Alger, puis devient commandant en second de la 11e escadre de chasse, et commandant de la 13e escadre de chasse tout temps. Il est aussi auditeur au Collège de défense de l'OTAN, puis affecté à la Direction de la sécurité militaire. Après un passage au Centre des hautes études militaires et à l'Institut des hautes études de défense nationale, il dirige le Centre d'opérations de la défense aérienne à Taverny en tant que général de brigade aérienne.

### Mort
Il meurt à Aix-en-Provence le 24 novembre 2005.

## Distinctions

### France
- Grand-croix de la Légion d'honneur[1]
- Compagnon de la Libération par décret du 29 décembre 1944[2]
- Grand-croix de l'ordre national du Mérite
- Croix de guerre 1939-1945 (10 citations)
- Médaille de la Résistance française par décret du 26 mars 1945[3]
- Croix du combattant volontaire de la Résistance
- Médaille commémorative française de la guerre 1939-1945

### URSS
- Ordre du Drapeau rouge (1944)
- Ordre de la Guerre patriotique 1re classe (1943)
- Ordre de la Guerre patriotique 2e classe (1944)
- Ordre d'Alexandre Nevski (23 février 1945)

### Tchécoslovaquie
- Croix de guerre 1939-1945